# علي بن عبد الرحمن الحبشي
علي بن عبد الرحمن الحبشي (1286 - 1388 هـ) المعروف باسم حبيب علي كويتانغ كان واحدًا من رجال الدين والدعاة الإسلاميين الرائدين في جاكرتا في القرن العشرين الميلادي. كما أنه كان مؤسس ورئيس المركز الإسلامي بإندونيسيا، وهي منظمة رائدة للمنظمات الدينية الأخرى في جاكرتا.

## نسبه
علي بن عبد الرحمن بن عبد الله بن محمد بن حسين بن عبد الرحمن بن حسين بن عبد الرحمن بن هادي بن أحمد صاحب الشعب بن محمد بن علوي بن أبي بكر الحبشي بن علي بن أحمد بن محمد أسد الله بن حسن الترابي بن علي بن الفقيه المقدم محمد بن علي بن محمد صاحب مرباط بن علي خالع قسم بن علوي بن محمد بن علوي بن عبيد الله بن أحمد المهاجر بن عيسى بن محمد النقيب بن علي العريضي بن جعفر الصادق بن محمد الباقر بن علي زين العابدين بن الحسين السبط بن علي بن أبي طالب، وعلي زوج فاطمة بنت محمد ﷺ.
فهو الحفيد 34 لرسول الله محمد ﷺ في سلسلة نسبه.

## مولده ونشأته
ولد في جاكرتا بجزيرة جاوة في العشرين من شهر جمادى الأولى سنة 1286 هـ، ووالدته سلمى من أهالي جاكرتا. وكان جده محمد بن حسين أول من جاء إلى جزر إندونيسيا قادمًا من حضرموت وتزوج عند آل القدري سلاطين فونتيانق. توفي والد علي كويتانغ وهو في العاشرة من عمره فأرسلته والدته إلى حضرموت ومكة المكرمة لطلب العلم، وفي سبيل ذلك باعت ما تملكه من حُلي لأجل سفر ابنها، وكان ذلك سنة 1298 هـ.

## شيوخه
تلقى العلم على عدد من العلماء في حضرموت ومكة، وفي إندونيسيا أيضا عند عودته إلى جاوة منهم:
| - علي بن محمد الحبشي - أحمد بن حسن العطاس - عبد الرحمن بن محمد المشهور - أحمد بن حسن العيدروس | - أحمد بن محمد المحضار - محمد بن صالح العطاس - عيدروس بن عمر الحبشي - محمد بن حسين الحبشي - بكري بن محمد شطا | - محمد بن سعيد بابصيل - عمر بن حمدان المحرسي - عثمان بن عبد الله بن يحيى - عبد الله بن محسن العطاس - محمد بن أحمد المحضار | - محمد بن طاهر الحداد - عبد الله بن علي الحداد - أحمد بن محسن الهدار - محمد بن عيدروس الحبشي |

## أعماله
عاد إلى جاوة وأخذ في التدريس والدعوة في حارة كويتانغ في جاكرتا بجانب مزاولته التجارة، وأسس المركز الإسلامي بإندونيسيا (ICI) عام 1329 هـ، وهذا المركز عبارة عن مجلس تعليم يلقي فيه الداعية أو الواعظ خطبة للطلاب والمستمعين، وكان مجلس وعظه في كل يوم أحد ودام على ذلك نحو سبعين عامًا يحضره عشرات الألوف من الناس يأتون إليه من كل مكان، واستطاع جذب العديد من الأشخاص من مناطق شتى في جاكرتا لإلقاء الخطب التوعوية والدينية في مجلسه مثل الحبيب سالم بن جندان. وقد شملت دعوته أنحاء إندونيسيا وسنغافورة وماليزيا، وقام برحلات إلى لبنان والقدس وسوريا والعراق ومصر والهند وباكستان وغيرها، وحج عدة مرات.
ومن أعماله بناء المسجد الجامع في حي كويتانغ على أرض تبرع بها عبد الرحمن بن شيخ الكاف على حساب شركة آل الكاف وأقام مدرسة سماها (عنوان الفلاح) تخرج بها كثير من الطلاب. وشارك في تأسيس جمعية خير عام 1319 هـ والرابطة العلوية عام 1347 هـ، وعلى الرغم من أنه لم يكن عضوًا نشطًا في جمعية خير إلا أنه قدم الدعم الروحي للمؤسسة. وفي كل عام يقيم حفلة ذكرى المولد النبوي يحضرها مئات الألوف من المسلمين ويقدم للجميع موائد جفلى عامة، ويوزع مثل ذلك على الجيران وغيرهم.

## وفاته
توفي ليلة الاثنين بعد صلاة العشاء في العشرين من شهر رجب سنة 1388 هـ، ودفن يوم الاثنين بعد صلاة العصر بحي كويتانغ في جاكرتا، وخلفه ابنه محمد في ما كان عليه والده.